# ジュベル・アリ・フリーゾーン
ジュベル・アリ・フリーゾーン（英語: Jebel Ali Free Zone; 略称 JAFZ、アラビア語: المنطقة الحرّة في جبل علي al-Minṭaqat al-Ḥurrat fī Jabal ʿAlī）は、アラブ首長国連邦を構成する一国、ドバイ首長国のジュベル・アリ地区に位置する経済特区。域内の商業を活発にするために、企業に対してあらゆる優遇税制が実施されている。
この経済特区を運営しているのはジュベル・アリ・フリーゾーン公社（Jebel Ali Free Zone Authority、JAFZA）で、世界第9位の海上コンテナ往来量を誇るドバイ港も管轄する。
また、ジュベル・アリ・フリーゾーンは、国際企業や地元企業に対して倉庫や物流サービスなども提供している。